# پتسووتسی
پتسووتسی (به بلغاری: Petsovtsi) یک منطقهٔ مسکونی در بلغارستان است که در شهرستان گابروو واقع شده‌است.